# Transhumanisme

Símbol H+ transhumanista.

L'evolució segons el transhumanisme.

El transhumanisme (a vegades simbolitzat com a >H o H+), terme sovint usat com a sinònim de "creixement personal", és un moviment intel·lectual i cultural internacional que dona suport a l'ús de la ciència i la tecnologia per millorar la ment, el físic, les habilitats i les aptituds humanes i superar el que es consideren com els aspectes indesitjables i innecessaris de la condició humana, com són la incapacitat, el patiment, la malaltia, l'envelliment i la mort involuntària. Els pensadors transhumanistes estudien les possibilitats i conseqüències de desenvolupar i utilitzar tècniques de millorament humà i altres noves tecnologies per a aquestes finalitats.
Els transhumanistes proposen que la humanitat evolucionarà des dels humans actuals als posthumans. Encara que la primera menció del terme transhumanisme data de 1957, l'estat actual d'aquest moviment s'estableix a la dècada dels anys vuitanta.
El moviment ha originat nombrosos seguidors i detractors. El crític Francis Fukuyama l'ha descrit com "la idea més perillosa del món", mentre que un partidari com Ronald Bailey la descriu com una "idea audaç, valenta, imaginativa i idealista de la humanitat". Alguns autors consideren que la humanitat ja seria transhumana, perquè els progressos mèdics en els darrers segles han alterat de manera significativa la nostra espècie. Tanmateix no ho seria d'una forma conscient i, per tant, transhumanista.

## Història
La filosofia transhumanista té les seves arrels en l'humanisme del Renaixement i en la Il·lustració. Per exemple, Pico della Mirandola (1463-1494) animava a fer-se la pròpia estàtua.
El filòsof Nikolai Fiódorov (1827-1903) propugnava que, usant mètodes científics, es podria allargar la vida, fer-se immortal o fins i tot ressuscitar.
El biòleg Julian Huxley, germà de l'escriptor Aldous Huxley, va ser el primer a utilitzar el terme transhumanisme l'any 1957 i el va definir com "l'humà que roman humà, però transcendint-se a si mateix, realitzant noves possibilitats de (i per a) la seva naturalesa humana".
La primera trobada de transhumanistes va tenir lloc a la dècada dels 80 a la Universitat de Califòrnia, Los Angeles, que esdevindria el centre del pensament transhumanista.

## Manifest transhumanista
La primera declaració transhumanista va ser formulada per FM-2030 en la seva Upwingers Manifesto en 1978, com una visió optimista del futur i una referència a la idea política que ni l'esquerra ni la dreta realitzarien els canvis necessaris en un futur positiu.
En 1990, un codi més formal i concret pels transhumanistes llibertaris va prendre la forma dels Principis transhumanistes d'Extropia (Principis transhumanistes d'Extropia), sent l'extropisme una síntesi del transhumanisme i el neoliberalisme. I finalment, en 1999, l'Associació Mundial Transhumanista, els membres de la qual són centristes aclaparantment convençuts de les virtuts de la democràcia liberal, escriu i adopta la Declaració Transhumanista:
1. En el futur, la humanitat canviarà de forma radical per causa de la tecnologia. Preveiem la viabilitat de redissenyar la condició humana, incloent paràmetres tals com l'inevitable de l'envelliment, les limitacions dels intel·lectes humans i artificials, la psicologia indesitjable, el sofriment, i el nostre confinament al planeta Terra.
2. La investigació sistemàtica ha d'enfocar-se a entendre aquests desenvolupaments esdevenidors i les seves conseqüències a llarg termini.
3. Els transhumanistes creiem que sent generalment receptius i acceptant les noves tecnologies, tindrem una major probabilitat d'utilitzar-les per al nostre profit que si intentem condemnar-les o prohibir-les.
4. Els transhumanistes defensen el dret moral d'aquells que desitgin utilitzar la tecnologia per ampliar les seves capacitats mentals i físiques i per millorar el seu control sobre les seves pròpies vides. Busquem creixement personal més enllà de les nostres actuals limitacions biològiques.
5. De cara al futur, és obligatori tenir en compte la possibilitat d'un progrés tecnològic dramàtic. Seria tràgic si no es materialitzessin els potencials beneficis a causa d'una tecnofòbia injustificada i prohibicions innecessàries. D'altra banda, també seria tràgic que s'extingís la vida intel·ligent a causa d'algun desastre o guerra ocasionats per les tecnologies avançades.
6. Necessitem crear fòrums on la gent pugui debatre racionalment què ha de fer-se, i un ordre social en el qual les decisions serioses puguin dur-se a terme.
7. El transhumanisme defensa el benestar de tota consciència (sigui en intel·lectes artificials, humans, animals no humans, o possibles espècies extraterrestres) i abasta molts principis de l'humanisme laic modern. El transhumanisme no recolza a cap grup o plataforma política determinada.[7]

## Teoria
És una qüestió de debat si el transhumanisme és una branca del "posthumanisme" i com el posthumanisme ha de ser conceptualitzat en relació amb el transhumanisme. Aquest últim es refereix sovint a una variant o forma activista del posthumanisme per les seves crítiques des del conservadorisme, el cristianisme i el progressisme.
Una característica filosòfica comuna del transhumanisme i del posthumanisme és la visió de futur d'una nova espècie intel·ligent, cap a la qual la humanitat va a evolucionar, que complementaria a la humanitat o fins i tot la suplantaria. El transhumanisme emfatitza la perspectiva evolutiva, incloent de vegades la creació d'una espècie animal altament intel·ligent per mitjà de millores cognitives (elevació biològica), però s'aferra a un "futur posthumà" com la seva meta final l'evolució participi.
No obstant això, la idea de crear intel·ligència artificial, proposta, per exemple, per l'investigador en robòtica Hans Moravec, ha influenciat el transhumanisme. Les idees de Moravec i el transhumanisme també han estat caracteritzades com "complaents" o "apocalíptiques" variants del "posthumanisme" i contrastades amb el "posthumanisme cultural" en humanitats i en les arts. Els transhumanistes s'auto-caracteritzen com una continuació del humanisme i de l'Il·lustració.
Alguns humanistes seculars conceben el transhumanisme com un descendent humanista del moviment de lliurepensament i argumenten que els transhumanistes difereixen del corrent humanista per a tenir un enfocament específic en els enfocaments tecnològics per resoldre problemes humans i també sobre la qüestió de la moralitat de la mort. Encara que uns altres progressistes han argumentat que posthumanisme, ja es tracti de les seves formes filosòfiques o activistes, equival a un allunyament de les preocupacions sobre la justícia social, de la reforma de les institucions i d'altres preocupacions de la Il·lustració, cap a un narcisisme a través la transcendència del cos humà a la recerca del perfeccionisme. En aquest punt de vista, el transhumanisme és l'abandó de les metes de l'humanisme, la Il·lustració i la política progressista.
La filosofia del transhumanisme està estretament relacionada amb els estudis de la identificació tecnològica; un domini interdisciplinari de la investigació acadèmica enfront de tots els aspectes de la identitat humana en una societat tecnològica, que se centra en la naturalesa canviant de les relacions entre la tecnologia i humans.

### Objectius

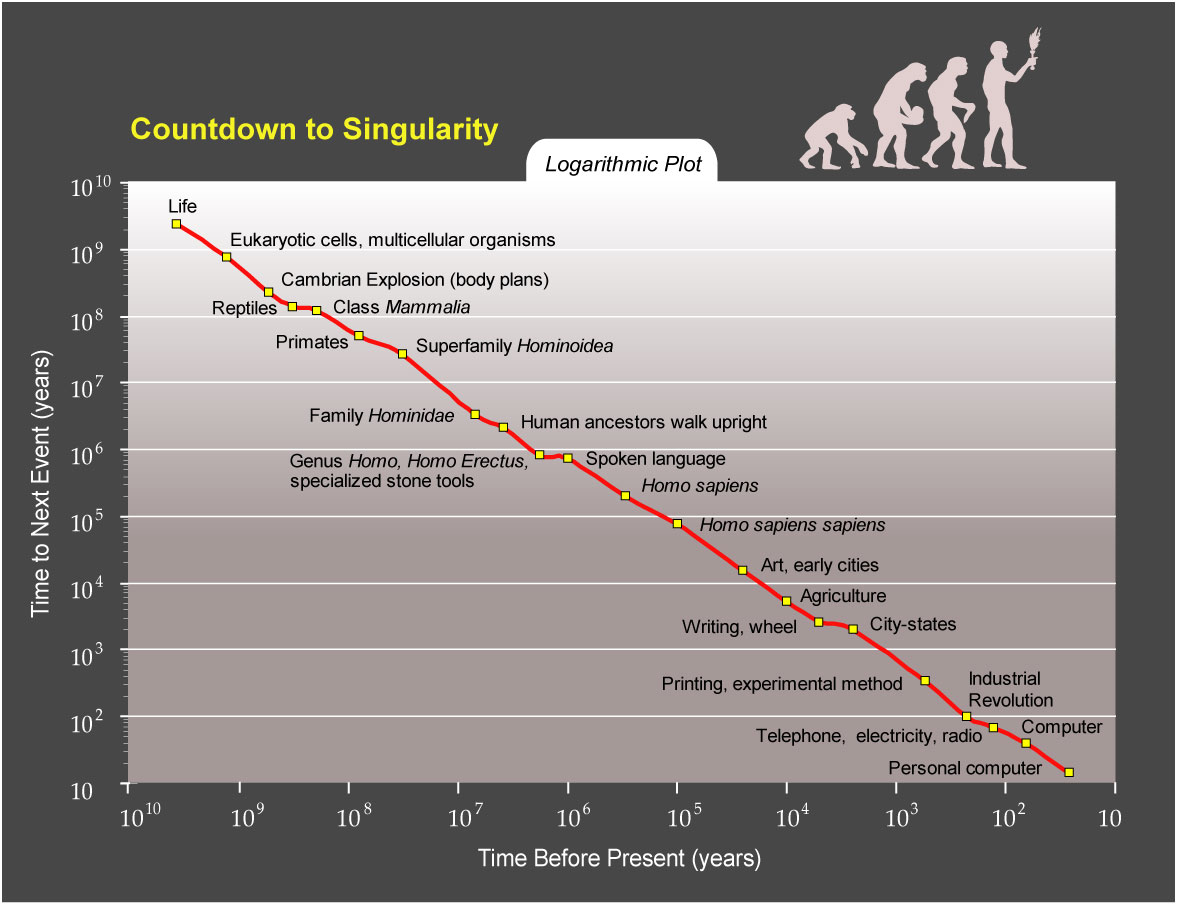
Raymond Kurzweil creu que un compte enrere para quan "es transformarà irreversiblement la vida humana" es pot fer per mitjà de la representació dels grans esdeveniments mundials en un gràfic.

Encara que molts teòrics i partidaris del transhumanisme busquen aplicar la raó, la ciència i la tecnologia per reduir la pobresa, les malalties, les discapacitats i la malnutrició a tot el món, el transhumanisme es distingeix en el seu enfocament particular en l'aplicació de les tecnologies per a la millora dels cossos humans de forma individual. Molts transhumanistes valoren activament el potencial de les tecnologies futures i els sistemes socials innovadors per millorar la qualitat de tota vida, alhora que tracten de fer efectiva la igualtat consagrada en els sistemes polítics i legals democràtics mitjançant l'eliminació de les malalties congènites.
Els filòsofs transhumanistes argumenten que no solament existeix el imperatiu ètic perfeccionista de tractar de progressar i millorar la condició humana, també és possible i desitjable per a la humanitat en entrar en una fase de l'existència posthumana, en la qual els humans controlin el seu propi futur com un procés evolutiu. En tal fase, l'evolució natural seria reemplaçada pel canvi deliberat.
Alguns teòrics, com Raymond Kurzweil, pensen que el ritme de la innovació tecnològica s'està accelerant i que en els propers 50 anys es pot produir no solament radicals avanços tecnològics, però, possiblement, una singularitat tecnològica, que pot canviar fonamentalment la naturalesa dels éssers humans. Els transhumanistes que preveuen aquest canvi tecnològic massiu en general sostenen que és desitjable. Encara que alguns també tenen a veure amb els possibles perills del canvi tecnològic extremadament ràpid i proposar opcions per assegurar que la tecnologia avançada s'utilitza de manera responsable. Per exemple, Bostrom ha escrit molt sobre el risc existencial per al benestar futur de la humanitat, incloent els riscos que podrien ser creats per les tecnologies emergents. Martine Rothblatt, fundadora d'United Therapeutics, va afirmar que "la vida té un propòsit; la mort és opcional; Déu és tecnològic; l'amor és essencial".
Encara que moltes persones creuen que tots els transhumanistes s'esforcen per la immortalitat, això no és necessàriament cert. Hank Pellissier, director general de l'Institute for Ethics and Emerging Technologies (2011-2012), ara manejat per Kris Notaro (2012-) van enquestar transhumanistes, i de 818 enquestats, 23,8% no volia la immortalitat. Algunes de les raons eren que seria avorrit, la superpoblació de la Terra, i que "volien anar a l'altra vida".